# Clavija imazae
Clavija imazae är en viveväxtart som beskrevs av B. Ståhl. Clavija imazae ingår i släktet Clavija och familjen viveväxter. Inga underarter finns listade i Catalogue of Life.